# Língua friulana
A língua friulana é um idioma da família linguística reto-românica falado na região do Friul-Veneza Júlia, na Itália.

## História
A língua friulana (furlan) possui literatura florescente desde o século XVI e a comunicação entre as variedades dialetais é compreensível.
As primeiras evidências do friulano, que remonta ao século XIV, são exercícios de tradução do latim e procedem da escola de Cividale. Também de Cividale, ainda que do final do século XIV, procedem os primeiros textos poéticos, duas canções marcadas pela tradição da lírica cortesã provençal. Talvez a mais antiga seja a lírica Piruç myó doç inculurit, escrita no anverso de uma ata datada de 14 de abril de 1380, provavelmente pela mesma mão que escreveu a ata. A primeira estrofe diz:
“Piruç myó doç inculurit
quant yo chi vyot dut stoy ardit, 
Per vo mi ven tant ardiment
e sì furç soy di grant vigor
ch'io no crot fa dipartiment
mai del to doç lial amor
per manaço ni per timor
çi chu nul si metto a strit. 
Piruç myo doç… ”

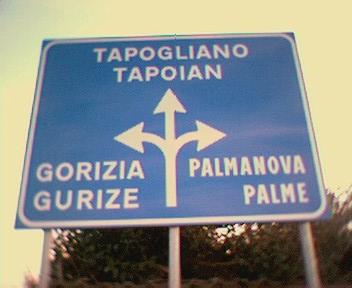
Sinal de trânsito em italiano e friulano

Outro documento dos finais do século XIV é uma canção no dialeto das planícies entre Udine e Isonzo, na qual uma moça (dumlo, do latim domn(u)la, dominola, diminutivo de domina) relata, em forma de diálogo, seu amor com um rapaz (infant, do latim infante(m) ). Começa assim:
“E la fuor del nuestri chiamp
Spes jo me chiat un biel infant… 
(“E ali, fora de nosso campo
frequentemente me encontro com um belo rapaz…”)
O uso literário do dialeto começa no século XVI, quando Udine se converteu no principal centro cultural e promoveu sua língua vernácula convertendo-a no modelo da língua literária.
Há uma comunidade de falantes friulanos que vive na Romênia na região do delta do Danúbio desde o século XIX. Como a relação com outras variedades do reto-romance é fraca, muitos lingüistas negam essa conexão e o situam entre os dialetos do vêneto.

## Dados
Atualmente falam friulano um pouco mais de 700 mil pessoas em sua região natal. Quase todos conhecem também a língua italiana, assim como o vêneto, nas cidades e na parte ocidental desta região. De acordo com estudos de 1988, o uso do friulano não se reduz exclusivamente ao âmbito familiar (55% utilizam unicamente o friulano, enquanto 18% o alterna com o italiano) e a grupos de amigos (46% e 28% respectivamente), como também em outra situações (47% utilizam apenas o italiano, 22% só o friulano e 31% ambas as línguas).
Fora das fronteiras italianas, existem comunidades de língua friulana na Romênia, Austrália, Estados Unidos e África do Sul, totalizando cerca de 300.000 falantes. O Brasil recebeu imigração italiana, principalmente nos estados de São Paulo, Paraná, Espírito Santo, Santa Catarina e Rio Grande do Sul, onde é possível encontrar falantes desta língua.

## Dialetos
Podem-se identificar três sub-variedades, mesmo todas compartilhando as mesmas características lingüísticas:
- Friulano central, a variedade mais difundida, usada na região que inclui a capital, Udine.
- Friulano ocidental, a oeste do rio Tagliamento, a variante mais inovadora, devido ao seu contato tão próximo com o veneziano.
- Friulano cárnico, a variante mais conservadora, localizada na região setentrional (alpina) de Friuli.